# Tomoko Sawada
Tomoko Sawada (japonès: 澤田 知子, Sawada Tomoko; Kōbe, 1977) és una fotògrafa contemporània japonesa, especialitzada en fotografia feminista. L'artista investiga la cultura adolescent japonesa. A Barcelona ha exposat a l'Espai 13 de la Fundació Joan Miró, on l'interès del joc d'identitats i l'autoconsciència de la construcció d'una imatge pública del jo va despertar un enorme interès en públics molt diversos del moment, cosa que va convertir el cicle Kawaii! en un fenomen sociològic peculiar en la història de l'Espai 13.

## Premis i reconeixements
- 2000 Canon New Cosmos of Photography 2000[2]
- 2004 The Kimura Ihei Memorial Photography Award[3]
- 2004 International Center of Photography (New York) Infinity Award for Young Photographers[3]
- 2007 They Kyoto Prefecture Culture Prize[2]